# John Sentamu

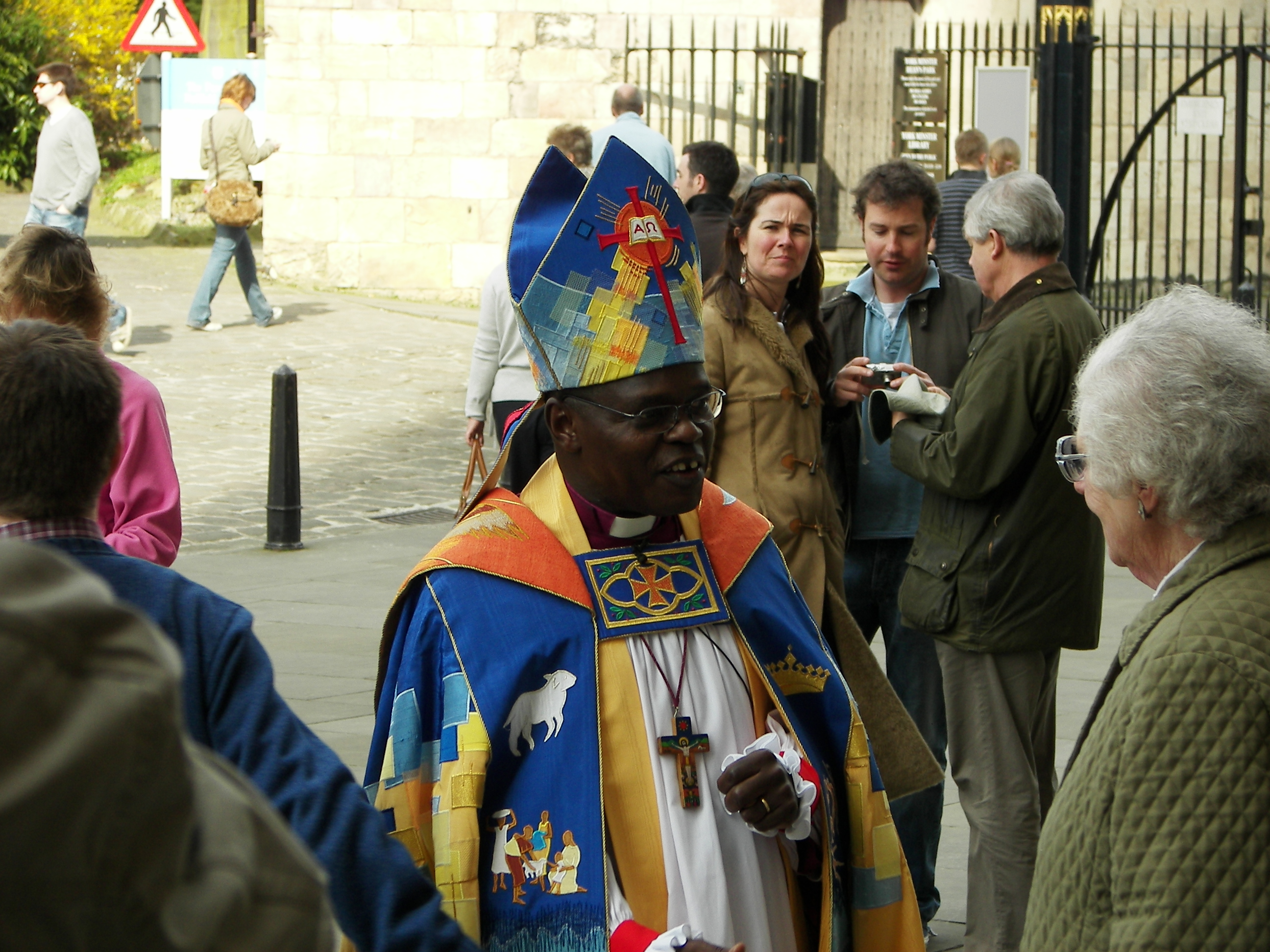
John Sentamu zu Ostersonntag 2007

John Tucker Mugabi Sentamu, Baron Sentamu, FRSA (* 10. Juni 1949 in Kampala, Uganda) war bis Juni 2020 Erzbischof von York, Metropolit der Kirchenprovinz York und Primas von England und damit nach dem Erzbischof von Canterbury der zweithöchste Würdenträger der Church of England. Er ist der erste Erzbischof in England, der einer ethnischen Minderheit angehört.

## Leben
John Sentamu wurde in einem Dorf in der Nähe von Kampala als sechstes von dreizehn Kindern geboren. Er studierte Rechtswissenschaft an der Makerere-Universität in Kampala und wirkte als Rechtsanwalt am obersten Gerichtshof von Uganda. 1973 wurde er durch Idi Amin zum Richter des obersten Gerichtshofs ernannt. Als er einem Befehl, einen Vetter des Diktators freizusprechen, nicht nachkam, zog er den Zorn des Diktators auf sich, kam drei Wochen nach seiner Hochzeit für 90 Tage ins Gefängnis und wurde dort gefoltert. Sein Entschluss, Priester zu werden, entstand durch die Ermordung seines Freundes, des Erzbischofs Janani Luwum. Durch einen Studienplatz in Cambridge wurde es ihm ermöglicht, aus Uganda zu fliehen.
In England studierte er Theologie in Cambridge, wurde 1979 zum Priester der Church of England ordiniert und 1984 zum Ph. D. promoviert. Er arbeitete in verschiedenen Gemeinden als Hilfskaplan, Vikar und Priester, bis er 1996 als „Bischof von Stepney“ zum Suffraganbischof in der Diözese London geweiht wurde. 2002 wurde er zum Bischof der Diözese Birmingham ernannt.
Sentamu wurde in England eingebürgert und ist heute Staatsbürger von Uganda und von Großbritannien.
2005 wurde er auf Vorschlag des Premierministers vom Kapitel zum Erzbischof von York gewählt. Im Juni 2020 wurde Stephen Cottrell sein Nachfolger.
2008 verlieh ihm die University of Cambridge die Ehrendoktorwürde.
Nachdem er 2020 aus dem Amt des Erzbischofs von York ausgeschieden war, wurde er am 27. April 2021 als Baron Sentamu, of Lindisfarne in the County of Northumberland and of Masooli in the Republic of Uganda, zum Life Peer erhoben. Er ist dadurch weiterhin Mitglied des britischen House of Lords.